# Kreis Hajdúhadház
Der Kreis Hajdúhadház (ungarisch Hajdúhadházi járás) ist ein Kreis im Nordosten des ostungarischen Komitats Hajdú-Bihar. Der Kreis Hajdúböszörmény bildet die westliche Grenze, der Kreis Debrecen die südliche, der Kreis Nyíradony die westliche. Im Norden grenzte das Komitat Szabolcs-Szatmár-Bereg an den Kreis.

## Geschichte
Der Kreis entstand Anfang 2013 im Zuge der ungarischen Verwaltungsreform aus 3 Gemeinden des gleichnamigen Kleingebiets (ungarisch Hajdúhadházi kistérség). 7 Gemeinden wechselten zum Kreis Nyíradony, die Gemeinde Hajdúsámson kam zum Kreis Debrecen.

## Gemeindeübersicht
Der Kreis Hajdúhadház hat eine durchschnittliche Gemeindegröße von 7.413 Einwohnern auf einer Fläche von 45,68 Quadratkilometern. Die Bevölkerungsdichte des kleinsten Kreises beträgt etwa das Doppelte des Komitatswertes. Der Verwaltungssitz befindet sich in der größten Stadt, Hajdúhadház, im Zentrum des Kreises gelegen.
| Gemeinde          | Status   | Herkunft Kleingebiet | Einwohnerzahl | Einwohnerzahl | Einwohnerzahl | Fläche (km²) | Bevölkerungs- dichte (Ew./km²) |
| Gemeinde          | Status   | Herkunft Kleingebiet | 01.10.2011    | 01.01.2013    | 01.01.2016    | 01.01.2016   | Bevölkerungs- dichte (Ew./km²) |
| ----------------- | -------- | -------------------- | ------------- | ------------- | ------------- | ------------ | ------------------------------ |
| Bocskaikert       | Gemeinde | Hajdúhadház          | 3.163         | 3.081         | 3.170         | 10,89        | 291,1                          |
| Hajdúhadház       | Stadt    | Hajdúhadház          | 12.588        | 12.762        | 12.747        | 87,82        | 145,1                          |
| Téglás            | Stadt    | Hajdúhadház          | 6.432         | 6.485         | 6.321         | 38,33        | 164,9                          |
| Kreis Hajdúhadház |          |                      | 22.183        | 22.328        | 22.238        | 137,04       | 162,3                          |